# Typika
Nota : Les psaumes cités sont numérotés selon le Septante. Pour la correspondance avec la numérotation massorétique, voir Découpage et numérotation des psaumes.
Le Typika (ou Typica) (en slavon d'Église : изобразительных, Izobrazítel'nykhə en arménien : Կարգ պաշտոն Ճաշու Garq bashton djashoo (ordre de l'Office de Midi) est, dans les Églises d'Orient — Églises orthodoxes et Églises catholiques de rite byzantin —, l'office de dévotion lu lorsque la Divine Liturgie ne peut pas être célébrée. Ce peut être parce que le Typikon ne le permet pas, comme les jours de semaine du Grand Carême ; dans ce cas, le Typika peut être célébré à la place de la Divine Liturgie
. C'est également le cas lorsqu'aucun prêtre n'est présent ou en mesure, pour une raison ou une autre, de servir la Divine Liturgie. Le Typika, comme les Heures avec lesquelles il est agrégé, est rarement célébré dans l'Église grecque ; il est en revanche assez commun dans les Églises slaves et arméniennes.

## Usage
Le terme grec Typika fait référence aux psaumes typiques : psaumes 102 et 145 et les Béatitudes. Pour l'essentiel, les Typika suivent les psaumes et les prières de la Liturgie des Catéchumènes. Ils peuvent être lus en public dans l'église, ou dits à la maison. Souvent, dans les missions où il n'y a pas de prêtre permanent, les Typika sont dits les dimanches, au lieu de la Divine Liturgie. Ils sont normalement lus après les offices de Tierce et de Sexte (à la place de la Divine Liturgie qui devrait être normalement célébrée). Lors du Grand Carême, les Typika sont dits après l'office de None et son propre est modifié.
Pendant la lecture des Typika, des tropaires peuvent être insérés entre les versets des Béatitudes, comme lors de la Divine Liturgie. Toutefois, au cours du Grand Carême, le rituel change : entre chaque verset des Béatitudes, le chœur chante : « Souviens-toi de nous, Seigneur, quand viendra Ton règne » ; les psaumes 102 et 145 sont omis, et comme de coutume lors des offices du Grand Carême, on dit la prière de saint Ephrem. Les Typika sont lus aussi à la fin des Heures royales à la veille de la Nativité, de l'Épiphanie et le Vendredi saint : ces jours-là aussi, les Typika sont lus après l'office de None.
Dans l'Eglise orthodoxe arménienne, l'Office est célébré après les "prières publiques" des Matines ou Tierce quand la Divine Liturgie n'est pas célébrée. Sa structure suit celle de  la liturgie habituelle des Catéchumènes hormis le rite de proscomidie (préparation du pain et du vin), certaines prières qui, d'habitude sont lues à voix basse par le célébrant, seront entonnées à haute voix par celui-ci (ou le laïc). La litanie des ferventes  supplications sera récitée en entier.  Lorsque le célébrant donne sa bénédiction Que le Seigneur Dieu vous bénisse tous (destiné lors de la Divine Liturgie à bénir et renvoyer les Catéchumènes et introduire la Liturgie des Fidèles), le chœur entonne immédiatement la  doxologie Un seul Saint, un Seul Seigneur... (chantée lors de la Liturgie des fidèles pendant la Grande Élévation du Pain consacré) suivent ensuite le Gloria Patri, etc. L'Office se conclut normalement comme dans la Divine Liturgie par la prière de Saint Jean Chrysostome Toi qui bénis ceux qui te bénissent,... et les rites finals de bénédictions et d'envoi.
L'Office de Midi peut aussi être "célébré" par une simple personne pourvu qu'il soit un homme et encore faut-il qu'il ait une bonne raison de ne pas avoir assisté à la Divine Liturgie Eucharistique et qu'aucun  prêtre ne soit présent. Dans ce cas cette personne peut juste lire le rituel (ou le  chanter), en ce qui concerne les bénédictions Paix à tous, etc. le laïc les dira mais ne fera pas le geste de bénédiction, l'encens peut être brulé mais non obligatoire.